# Cantone di Saint-Blin
Il Cantone di Saint-Blin era una divisione amministrativa dell'Arrondissement di Chaumont.
A seguito della riforma approvata con decreto del 17 febbraio 2014, che ha avuto attuazione dopo le elezioni dipartimentali del 2015, è stato soppresso.

## Composizione
Comprendeva 15 comuni:
- Aillianville
- Busson
- Chalvraines
- Chambroncourt
- Humberville
- Lafauche
- Leurville
- Liffol-le-Petit
- Manois
- Morionvilliers
- Orquevaux
- Prez-sous-Lafauche
- Saint-Blin
- Semilly
- Vesaignes-sous-Lafauche